# 戈爾登羅德 (佛羅里達州)
戈爾登羅德（英語：Goldenrod）是位於美國佛羅里達州橙縣的一個人口普查指定地區。

## 地理
戈爾登羅德的座標為28°36′46″N 81°17′39″W / 28.61278°N 81.29417°W，而該地最高點為海拔高度26米（即85英尺）。

## 人口
根據2010年美國人口普查的數據，戈爾登羅德的面積為7.00平方千米，當中陸地面積為6.70平方千米，而水域面積為0.30平方千米。當地共有人口12039人，而人口密度為每平方千米1,719人。